# Deoksyadenozyna
Deoksyadenozyna – organiczny związek chemiczny, nukleozyd purynowy zbudowany z adeniny połączonej z pierwszym węglem pierścienia deoksyrybozy wiązaniem β-N9-glikozydowym. Składnik DNA; w wyniku hybrydyzacji z komplementarną nicią kwasu nukleinowego (DNA lub RNA) tworzy parę z tymidyną lub urydyną.